# Östra Harasjön, Värmland
Östra Harasjön är en sjö i Hagfors kommun i Värmland och ingår i Göta älvs huvudavrinningsområde. Sjön är 18 meter djup, har en yta på 1,6 kvadratkilometer och befinner sig 186,1 meter över havet. Vid provfiske har abborre, gers, gädda och mört fångats i sjön.

## Delavrinningsområde
Östra Harasjön ingår i det delavrinningsområde (667990-136866) som SMHI kallar för Utloppet av Östra Harasjön. Medelhöjden är 209 meter över havet och ytan är 9,06 kvadratkilometer. Det finns inga avrinningsområden uppströms utan avrinningsområdet är högsta punkten. Vattendraget som avvattnar avrinningsområdet har biflödesordning 4, vilket innebär att vattnet flödar genom totalt 4 vattendrag innan det når havet efter 369 kilometer. Avrinningsområdet består mestadels av skog (58 procent) och sankmarker (18 procent). Avrinningsområdet har 1,58 kvadratkilometer vattenytor vilket ger det en sjöprocent på 17,4 procent.